# یوحنا الافیلی
یوحنا الافیلی (اسپانیایی: Juan de Ávila‎؛ زاده ۶ ژانویهٔ ۱۴۹۹ درگذشته ۱۰ مهٔ ۱۵۶۹) یک کشیش اهل اسپانیا بود.